# Upplands runinskrifter 27

Upplands runinskrifter 27 är ett par runstensfragment av sandsten som ligger inmurade i en fönsternisch till Hilleshögs kyrka i Hilleshögs socken, Uppland. Ristningen föreställer ett kors. Under nischen finns U 26. Dessa stenar saknar runor, de är rent ornamentala.